# Plants vs. Zombies: La batalla de Neighborville
Plants vs. Zombies: La batalla de Neighborville (en inglés, Plants vs. Zombies: Battle for Neighborville) es un videojuego de disparos en tercera persona desarrollado por PopCap Games y publicado por Electronic Arts para Microsoft Windows, PlayStation 4, Xbox One y Nintendo Switch. Es la tercera entrega de la serie de videojuegos Plants vs. Zombies: Garden Warfare. El videojuego fue lanzado como un título de acceso anticipado en septiembre de 2019 antes de su lanzamiento completo en octubre del mismo año. Recibió generalmente críticas positivas en su lanzamiento.

## Jugabilidad
Similar a sus predecesores, el juego es un videojuego de disparos en tercera persona donde los jugadores toman control de las Plantas o los Zombis en cualquier modo cooperativo multijugador en línea o local (última función solamente para usuarios de ps4). El juego presenta 23 personajes personalizables, nueve de los cuales son nuevos para la franquicia. Se clasifican en cuatro clases: ataque, defensa, apoyo o enjambre. La clase enjambre permite que jugadores de esa misma clase se combinen cuando luchan contra enemigos. Los jugadores pueden competir contra cada otro jugadores en varios modos multijugador competitivos, como Arena, Operaciones de Jardín y Cementerio, Derrotar por Equipos, Absorción de territorios y muchos más. El juego también presenta modos jugador contra entorno (PvE), que permiten a los jugadores explorar, coleccionar objetos y completar objetivos.. La pantalla dividida está también disponible para todos los modos.

## Desarrollo
Electronic Arts confirmó el desarrollo de un nuevo videojuego de disparos de Plants vs. Zombies en mayo de 2019. A principios de agosto se llevó a cabo una prueba alfa del juego, cuyo nombre en código era "Picnic". El juego fue oficialmente anunciado y lanzado como un videojuego de acceso temprano el 4 de septiembre de 2019. Los jugadores que adquirieron la Founder's Edition recibirían actualizaciones de contenido regular hasta el lanzamiento del juego el 18 de octubre de 2019 y elementos cosméticos exclusivos cada semana hasta el lanzamiento oficial del juego.
El videojuego recibió su última actualización el 29 de septiembre de 2020.
El 17 de febrero de 2021, se anunció que el videojuego sería lanzado para Nintendo Switch el 19 de marzo de 2021, durante un Nintendo Direct.

## Recepción
Plants vs. Zombies: La Batalla por Neighborville recibió reseñas positivas. En el sitio web de agregación de reseñas, Metacritic, la versión del juego para Xbox One tiene una puntuación de 76/100 y tanto la versión de PS4 como de PC tienen una puntuación de 77/100, lo que indica "reseñas generalmente favorables". Destructoid puntuó la versión de PlayStation 4 con un 7.5/10, mencionando que el videojuego «no se esfuerza por superar las expectativas, pero es un juego tonto, extraño y alegre, uno que me alegra que haya recibido luz verde». GameRevolution puntuó la versión de PC con 3/5 estrellas, mencionando que «Desafortunadamente, aparte de su oferta más robusta [de Plants vs. Zombies] y nuevos personajes únicos, la mayoría de los otros cambios que se han realizado en Plants vs. Zombies: La Batalla por Neighborville no han sido para mejor».